# Haizi (socken i Kina, Guizhou)
Haizi (kinesiska: 海子, 海子乡) är en socken i Kina. Den ligger i provinsen Guizhou, i den sydvästra delen av landet, omkring 210 kilometer sydväst om provinshuvudstaden Guiyang. Antalet invånare är 18560. Befolkningen består av 8 811 kvinnor och 9 749 män. Barn under 15 år utgör 28,0 %, vuxna 15-64 år 64 %, och äldre över 65 år 7,0 %.